# Mohammed Jamal (cầu thủ bóng đá, sinh 1994)
Mohammed Jamal (Arabic:محمد جمال) (sinh ngày 11 tháng 5 năm 1994) là một cầu thủ bóng đá người Các Tiểu vương quốc Ả Rập Thống nhất. Hiện tại anh thi đấu cho Al Jazira.